# Bulinus cernicus
Bulinus cernicus é uma espécie de gastrópode da família Planorbidae.
Pode ser encontrada nos seguintes países: Maurícia e Reunião.